# جووانی اسکاتورین
جووانی اسکاتورین (ایتالیایی: Giovanni Scatturin؛ ۳۰ مه ۱۸۹۳ – ۱۱ اکتبر ۱۹۵۱) قایقران روئینگ اهل ایتالیا بود.
وی در مسابقات کشوری و بین‌المللی در مجموع برندهٔ ۱ مدال طلا، ۳ مدال نقره، ۱ مدال برنز شده‌است.